# پورتیکو سان بندتو
پورتیکو سان بندتو (به ایتالیایی: Portico e San Benedetto) یک کومونه در ایتالیا است که در استان فورلی-چزنا واقع شده‌است. پورتیکو سان بندتو ۶۰٫۸ کیلومتر مربع مساحت و ۸۰۲ نفر جمعیت دارد و ۴۵۶ متر بالاتر از سطح دریا واقع شده‌است.